# Pioda
La Pioda (La Pioeuda in dialetto valtellinese, AFI: [ˈpjøːda]) è una frazione del comune di Ardenno (SO) di 17 abitanti.

## Geografia fisica
È situata a 702 metri s.l.m., in bassa Valtellina, ai piedi della Valmasino.

## Punti d'interesse
Nella frazione è presente il Santuario di San Gottardo, edificato nel 1707. Molti devoti da tutta la Valtellina e da Roma si recano ogni anno alla festa patronale del (4 maggio) per ringraziare il Santo della protezione che dona alle famiglie originarie del luogo.

### Il santuario
Si hanno notizie della chiesa di San Gottardo già dal XVI secolo. Fu edificata nelle stile attuale, agli inizi del XVIII secolo, come da iscrizione sul portale in pietra del 1707. È probabile che sia stata costruita in 16 anni, ed inaugurata ai fedeli 2 anni dopo. Nella parte più bassa dell'edificio, e in particolare sulla porta di una stanza vicina all'ossario, vi è una trave in granito con incisa una data: 1691. L'ossario è chiuso da una pregevole cancellata in ferro battuto, che reca in alto la data della sua costruzione e i relativi committenti: Natale Pedruzzi e Sim. e Gio: Pietro e fratel Corvini F.F.P.S.D. 1764. Sopra la cancellata è presente un ovale, dipinto con san Michele arcangelo, protettore dei defunti, che, con la spada sguainata, scaccia il demonio. All'interno, sulla volta, davanti alla cappella dell'altare maggiore vi è la scritta : Edificato in onore di Dio e di san Gottardo, da università  e benefattori della Pioda, Anno 1709.
La chiesa possiede una navata a volta, tre cappelle, e un fonte battesimale. Varcata la soglia, una cancellata in ferro battuto delimita l'ingresso ; subito a destra si può ammirare una pregevole acquasantiera in granito. A sinistra, dietro il battistero, vi sono i quadretti del ringraziamento Per grazia ricevuta, risalenti alla metà del Settecento. Oltre la cancellata, sulla volta della chiesa, possiamo ammirare quattro affreschi .

#### I quattro affreschi
Il primo mostra Gesù davanti al tempio mentre ridona la vista a un cieco..
Il secondo illustra la parabola del figliol prodigo, nella scena del padre che accoglie a braccia aperte il figlio pentito. Il terzo rappresenta il racconto evangelico del buon samaritano, mentre scende da cavallo per aiutare l'uomo disteso in terra.. Infine sopra la volta dell'altare maggiore osserviamo San Lorenzo con la graticola, strumento del supplizio.
Questo affresco è stato dipinto per richiamare, e in un certo senso omaggiare, la chiesa madre di Ardenno, mentre la graticola ricorda i non sempre “idilliaci” rapporti tra gli abitanti della Pioda ed il clero Ardennese.

#### L'altare in marmo nero
L'altare di marmo nero, in stile barocco, sopra al quale è posto il quadro che tutto il popolo chiama di San Gottardo. La tecnica pittorica è olio su tela, di cm 350 di altezza per cm 210 di larghezza. Rappresenta la Madonna in trono con Bambino, fra i santi Gottardo a destra e Carlo Borromeo a sinistra. Il quadro è datato 1810 e fu commissionato dagli emigranti ed eseguito in Roma. In basso a destra si trova la scritta:
Gli uomini (...) Roma (...) Carità 18 (...). Il quadro venne restaurato nell'aprile 2006..